# Weston (Wisconsin)
Weston és una població dels Estats Units a l'estat de Wisconsin. Segons el cens del 2000 tenia 12.079 habitants.

## Demografia
Segons el cens del 2000, Weston tenia 12.079 habitants, 4.572 habitatges, i 3.214 famílies. La densitat de població era de 219 habitants per km².
Dels 4.572 habitatges en un 38% hi vivien nens de menys de 18 anys, en un 56,5% hi vivien parelles casades, en un 0% dones solteres, i en un 29,7% no eren unitats familiars. En el 22,2% dels habitatges hi vivien persones soles el 5,7% de les quals corresponia a persones de 65 anys o més que vivien soles. El nombre mitjà de persones vivint en cada habitatge era de 2,61 i el nombre mitjà de persones que vivien en cada família era de 3,1.
Per edats la població es repartia de la següent manera: un 28,4% tenia menys de 18 anys, un 9,4% entre 18 i 24, un 33,3% entre 25 i 44, un 19,7% de 45 a 60 i un 9,1% 65 anys o més.
L'edat mediana era de 32 anys. Per cada 100 dones de 18 o més anys hi havia 96,4 homes.
La renda mediana per habitatge era de 46.063 $ i la renda mediana per família de 52.398 $. Els homes tenien una renda mediana de 36.586 $ mentre que les dones 25.047 $. La renda per capita de la població era de 20.148 $. Aproximadament el 4,2% de les famílies i el 5,1% de la població estaven per davall del llindar de pobresa.

## Poblacions més properes
El següent diagrama mostra les poblacions més properes.